# Calumma oshaughnessyi
Calumma oshaughnessyi är en ödleart som beskrevs av  Albert Günther 1881. Calumma oshaughnessyi ingår i släktet Calumma och familjen kameleonter. IUCN kategoriserar arten globalt som sårbar.

## Underarter
Arten delas in i följande underarter:
- C. o. oshaughnessyi
- C. o. ambreensis